# Abraham Rudolph Kymmell (1719-1747)
Abraham Rudolph Kymmell  (Assen, gedoopt 5 februari 1719 - Rolde, 27 september 1747) was een Nederlandse schulte.
Kymmell was een zoon van de schulte van Rolde,  kapitein, ette en gedeputeerde van Drenthe Wolter Kymmell en  Susanna Christina Willemsonn. Hij werd in maart 1737 door Eigenerfden en Ridderschap van Drenthe aangesteld tot schulte van Rolde, een functie die voor hem ook door zijn vader en zijn gelijknamige oom Abraham Rudolph was bekleed. Omdat hij nog minderjarig was op het moment van benoeming werd er een verwalter (plaatsvervanger) voor hem aangesteld in de persoon van Reinier Jans Sikkens. Kymmell werd begon feitelijk met zijn werkzaamheden als schulte in november 1744. Hij zou deze functie nog geen drie jaar daadwerkelijk uitoefenen; hij overleed in september 1747. Hij werd als schulte van Rolde opgevolgd door Lucas Homan.